# Plagithmysus lamarckianus
Plagithmysus lamarckianus là một loài bọ cánh cứng trong họ Cerambycidae.